# Donne con le gonne
Donne con le gonne (italià: Dones amb faldilles) és una pel·lícula italiana de comèdia romàntica del 1991 dirigida per Francesco Nuti. Va ser una de les pel·lícules més taquilleres a Itàlia el 1992.

## Argument
Renzo Calabrese, dentista, s'enamora de la inquieta feminista Margherita, amb qui manté una relació molt convulsa per la seva emancipació. Aquesta situació continua fins i tot després del matrimoni, fins que Renzo decideix segrestar la seva dona i mantenir-la segregada en una masia de camp, obligant-la a fer el paper de dona totalment dedicada a les tasques domèstiques.
Acusat per la seva dona, que va aconseguir alliberar-se, malgrat l'enfortunada defensa de l'advocat Carabba és condemnat i és condemnat a tres anys de presó.
Un cop fora, Renzo torna amb la seva dona i, malgrat les constants discussions, els dos envelleixen junts, fins i tot després d'haver donat a llum alguns fills.

## Repartiment
- Francesco Nuti: Renzo Calabrese
- Carole Bouquet: Margherita
- Daniele Dublino: comte Ugolino
- Barbara Enrichi: mare de Renzo
- Carmen Giardina: Chiara
- Cinzia Leone: Cinzia
- Gastone Moschin: advocat Carabba
- Ferruccio Pacciani: carabinier
- Didi Perego: Fiscal
- Antonio Petrocelli: Antonio
- Gianna Sammarco: àvia de Renzo
- Stefania Spugnini: Beatrice
- Guido Alberti: President de la Cort

## Recaptació
La pel·lícula va ser un èxit, amb més de 20.000 milions de lires recaptats a la taquilla el Nadal de 1991. Va ser la tercera pel·lícula més taquillera de la temporada de cinema italià 1991-1992.

## Reconeixements
- 1993 : Festival de Cinema d'Humor de Chamrousse : Premi especial del jurat, premi de la crítica i premi del públic.[5]